# Arkadi Dvorkovitch
Arkadi Vladimirovitch Dvorkovitch, né le 26 mars 1972 à Moscou en URSS, est un économiste russe, vice-président dans le gouvernement de Dmitri Medvedev de 2012 à 2018. Avant cela, Dvorkovitch avait déjà été le conseiller de Medvedev, alors président de la fédération de Russie (13 mai 2008 – 21 mai 2012).
Il est depuis le 3 octobre 2018 président de la Fédération internationale des échecs.

## Biographie
Arkadi Dvorkovitch naît en 1972 à Moscou. Son père, Vladimir Iakovlévitch Dvorkovitch, biélorusse de nationalité, est un arbitre d’échecs international.
Il étudie l’économie d’abord à université d'État Lomonossov de Moscou puis à l’École russe d’économie où il obtient le diplôme de maitre d’économie en 1996. En 1997, Arkadi Dvorkovitch sort diplômé de l'Université Duke (Caroline du Nord), où il avait continué ses études d’économie. 
Arkadi Dvorkovitch commence sa carrière en 1994 en tant que consultant pour un groupe d’expertise économique lié au ministère des Finances russe. Il connait une rapide évolution au sein de cette société puisqu’il détient successivement les postes d’expert senior, puis de PDG, puis, finalement, de directeur scientifique. En 2000, Dvorkovitch entre en tant qu’expert au sein du Centre de développement stratégique. En août 2000, il devient le conseiller de German Gref, ministre russe du développement économique et du commerce. Quelques mois plus tard, Dvorkovitch rejoint le ministère du Développement économique et du commerce en tant que ministre adjoint. En avril 2004, il prend la direction du Groupe d’expertise de la fédération de Russie. Le 13 mai 2008, Arkadi Dvorkovitch est nommé conseiller du président russe, Dmitri Medvedev. Le 21 mai 2012, il entre dans le gouvernement au poste de Vice-président du gouvernement. 
Les domaines de prédilections de Arkadi Dvorkovitch sont multiples : régulation économique, gestion financière, planification fiscale… Le magazine anglais Businessweek le voit comme l’un des 50 leaders mondiaux potentiels[réf. nécessaire].
Arkadi Dvorkovitch, dont le père fut arbitre international d’échecs, est président de la Fédération russe des échecs de 2010 à 2014. Il est élu le 3 octobre 2018 président de la Fédération internationale des échecs,. Sa campagne est accusée d'avoir bénéficié du soutien de l'État russe, le président russe Vladimir Poutine ayant par exemple demandé au premier ministre israélien Benyamin Netanyahou que la fédération israélienne vote pour Dvorkovitch. D'autres diplomates ont aussi fait mention des pressions de leurs homologues russes.
Le 7 août 2022, l'assemblée générale de la Fédération internationale des échecs (pendant l'Olympiade d'échecs de 2022) le réélit, avec Viswanathan Anand comme vice-président, par 157 voix contre 16 pour Andrey Baryshpolets,.

## Prises de position
En novembre 2012, analysant la politique économique du gouvernement français, il exprime l'opinion que les augmentations d'impôts en période de crise ne sont pas une solution appropriée.
En mars 2022, Dvorkovitch critique ouvertement l'invasion de l'Ukraine par la Russie. Il est alors l'un des rares hauts fonctionnaires russes à s'opposer à cette invasion. Après avoir essuyé des critiques dans son pays, il adopte finalement une position contraire en déclarant « [qu'il n'y] aucune place pour le nazisme ou la domination de certains pays sur d’autres », faisant ainsi référence à la présence supposée du nazisme en Ukraine. Vingt-huit grands maîtres ukrainiens, dont Ruslan Ponomariov, ont demandé à l'assemblée générale de la FIDE de le démettre de ses fonctions, mais il est réélu à sa fonction le 7 août 2022.

## Décorations
- Ordre du Mérite pour la Patrie (4e classe, puis 2e classe)
- Ordre de l'Honneur
- Une médaille en commémoration du millième anniversaire de Kazan
- La gratitude du président russe (à deux reprises)
- Grand officier de l'ordre du Mérite de la République italienne

Il a le grade civil de conseiller d'État effectif de la fédération de Russie de 1re classe.

## Source
- (en)/(ru) Cet article est partiellement ou en totalité issu des articles intitulés en anglais « Arkady Dvorkovich » (voir la liste des auteurs) et en russe « Дворкович, Аркадий Владимирович » (voir la liste des auteurs).